# Josaphat Martínez Aguilar
Josaphat Martínez Aguilar (nació el 14 de noviembre de 1889 en la ciudad de Puebla de Zaragoza, Puebla, y murió el 31 de diciembre de 1973 en la misma ciudad de Puebla ). Pionero de la fotografía mexicana de principios del siglo XX, trabajó por varios años en un prestigiado estudio de Rochester, Nueva York, para regresar a su ciudad natal en la década de 1920 donde fundó uno de los más importantes estudios fotográficos retratando a las más importantes personalidades de la política, de la Iglesia y de la vida social.

## Esbozo biográfico
Sus primeros estudios los estableció en la calle de los Loros (hoy 9 Norte) y después en la calle del Costado de San Pedro (2 Oriente 208), al poco tiempo su espíritu inquieto y su afán de conocimientos lo llevó a los Estados Unidos en donde no sólo perfeccionó la teoría, también descubrió nuevas técnicas que le merecieron el reconocimiento de otros profesionales. Más tarde estableció su propio estudio en Rochester, en este periodo logró fotografiar al presidente Woodrow Wilson, a la actriz Mary Pickford, al embajador de México en 1919 Francisco Bonilla, a Miss Manhattan 1923, y otras personalidades. Cinco años más tarde regresó a Puebla y contrajo matrimonio con la señorita Rosario Guerra Patiño con quien compartió agotadoras jornadas de trabajo. Su inquietud por seguir aprendiendo lo lleva de nueva cuanta a Nueva York acompañado de su esposa donde vuelve a captar con su cámara a gente famosa. De regreso a su tierra natal se instala en las calles de Reforma primero en el número 121 y hasta 1970 en el 109. 
El Profesor Enrique Cordero y Torres en el Tomo III de su "Historia Compendiada del Estado de Puebla" menciona al licenciado José Miguel Quintana que en su libro "Las artes gráficas de Puebla" dice "seguramente la introducción de la fotografía , propiamente dicha, fue a fines de los años cincuenta, y no antes de 1852, pues en la Guía de Forasteros de este año todavía no aparecen registrados los fotógrafos" Y cita como los primeros fotógrafos profesionales del siglo XX a los señores Ismael Rodríguez Ávalos, Josaphat Martínez y a Carlos Rivero, y el Profesor Enrique Cordero y Torres Añade a Juan C. Mendez, Alatriste y Tagle. 
Entre las personalidades de la política, la Iglesia y la vida social que el fotógrafo Josaphat Martínez registró con su cámara destacan: los generales Francisco Villa, Emiliano Zapata, Arnulfo R. Gómez, Juan Andrew Almazán y Antonio Medina; de la heroína Carmen Serdán y los señores, Francisco Coss, Francisco R. Serrano y Baraquiel Alatriste de presidentes de la República como Venustiano Carranza, generales Álvaro Obregón y Lázaro Cárdenas, Gustavo Díaz Ordaz y Adolfo Ruiz Cortines. Entre los gobernantes del Estado que pasaron por su estudio figuran los señores Mucio P. Martinez, Rafael Cañete, Nicolas Melendez,  Joaquín Maas, Luis G. Cervantes, Wenceslao Macip, Cesareo Castro, Luis Sánchez Ponton, Froylan Manjarrez, Manuel P. Montes, Donato Bravo Izquierdo, Roberto Labastida, José María Sánchez, Leonides Andrew Almazan, Juan Crisostomo Bonilla, Jose Mijares Palencia, Maximino Ávila Camacho, Gustavo Bautista, Rafael Ávila Camacho, Fausto M. Ortega, y Gonzalo Bautista O´Farril.
También los dignatarios eclesiásticos, obispos y arzobispos como Enrique Sánchez Paredes, Pedro Vera y Zuria, Ignacio y Octaviano Marquez y Toriz, Luis Maria Altamirano y Bulnes, Luis Munive y Escobar, Alfonso Espino y Silva, Serafin Vazquez, y destacadas personalidades civiles como el doctor Agustín Cruz y Celis, Guillermo Jenkins, Romulo O´Farril, Rafael Alducin, Ernesto García Cabral entre muchos otros.

## Fuente Hemerográfica
«El Sol de Puebla». enero. 1974.